# Шон Мерфі (футболіст)
Шон Мерфі (англ. Shaun Murphy; нар. 5 листопада 1970, Сідней) — австралійський футболіст, що грав на позиції захисника.
Виступав, зокрема, за клуби «Ноттс Каунті» та «Шеффілд Юнайтед», а також національну збірну Австралії.

## Клубна кар'єра
Навчався в Австралійському футбольному інституті спорту, де і почав грати в футбол. Першими клубами були «Блектаун Сіті» і «Гейдельберг Юнайтед». У дорослому футболі дебютував 1990 року виступами за команду «Перт Італія», в якій провів два сезони.
Своєю грою за цю команду привернув увагу представників тренерського штабу англійського клубу «Ноттс Каунті», до складу якого приєднався 1992 року. Відіграв за команду з Ноттінгема наступні чотири х половиною сезони своєї ігрової кар'єри. Більшість часу, проведеного у складі «Ноттс Каунті», був основним гравцем захисту команди, вилетівши 1995 року з командою з третього до четвертого за рівнем дивізіону країни.
На початку 1997 року Мерфі перейшов у «Вест-Бромвіч Альбіон», що грав у другому дивізіоні Англії, де провів два з половиною роки, і влітку 1999 року уклав контракт з іншим клубом цього ж дивізіону «Шеффілд Юнайтед», у складі якого провів наступні чотири роки своєї кар'єри гравця. Граючи у складі «Шеффілд Юнайтед» також здебільшого виходив на поле в основному складі команди, а 2001 року ненадовго здавався в оренду в «Крістал Пелес».
Завершив ігрову кар'єру на батьківщині у команді «Перт Глорі», за яку виступав протягом 2003—2004 років і виграв з командою останній розіграш Національної футбольної ліги.

## Виступи за збірну
У 1992 році в складі олімпійської збірної Австралії Благоєвич взяв участь у Олімпійських іграх у Барселоні, посівши з командою 4 місце.
9 лютого 2000 року дебютував в офіційних матчах у складі національної збірної Австралії в товариській грі з Чилі (1:2). А вже влітку того ж року Шон поїхав з командою на Кубок націй ОФК 2000 року у Французькій Полінезії, зігравши у трьох матчах і здобувши того року титул переможця турніру, забивши один з двох голів у фіналі проти новознландців (2:0).
Це дозволило Мерфі з командою стати учасником розіграшу Кубка конфедерацій 2001 року в Японії і Південній Кореї. Там він зіграв у матчах групового етапу з Мексикою (2:0) та Південною Кореєю (0:1) та матчі за 3-тє місце з Бразилією (1:0), забивши по голу у поєдинках з Мексикою та Бразилією, чим допоміг команді сенсаційно здобути бронзові нагороди. А сам з 2 голами поділив статус найкращого бомбардиру турніру з сімома іншими гравцями.
Всього протягом кар'єри у національній команді, яка тривала два роки, провів у її формі 18 матчів, забивши 3 голи.

## Титули і досягнення
- Володар Кубка націй ОФК: 2000